# Bhogpur
Bhogpur är en ort i Indien.   Den ligger i distriktet Jalandhar och delstaten Punjab, i den norra delen av landet, 400 km norr om huvudstaden New Delhi. Bhogpur ligger 244 meter över havet och antalet invånare är 18 008.
Terrängen runt Bhogpur är mycket platt, och sluttar västerut. Runt Bhogpur är det mycket tätbefolkat, med 1 632 invånare per kvadratkilometer. Närmaste större samhälle är Kartārpur, 18,4 km sydväst om Bhogpur. Trakten runt Bhogpur består till största delen av jordbruksmark.